# Gastronomie

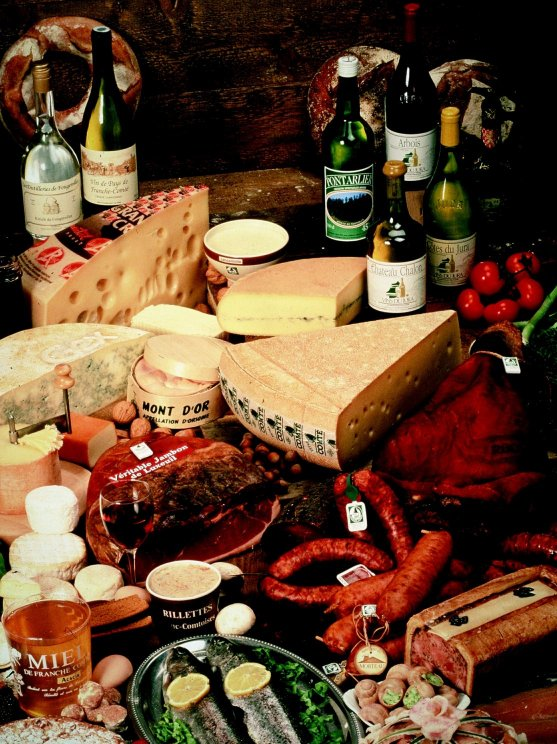
Regionale producten, onderdeel van de gastronomie

Gastronomie (van het Oudgriekse γαστήρ "maag", en νόμος "kennis"/"wet"), ook wel gastrologie genoemd kan twee dingen betekenen:
- de studie van alles wat met de hogere kookkunst te maken heeft.
- de studie van alles wat te maken heeft met de betrekking tussen voedsel en cultuur.

## Kookkunst of wetenschap
Hoewel gastronomie vaak wordt geassocieerd met de kunst van het koken, omvat het begrip veel meer dan alleen de culinaire vaardigheden van een kok. Een kok is niet per definitie hetzelfde als een fijnproever of een gastronoom. De voornaamste activiteiten van een fijnproever zijn het ontdekken, proeven, ervaren, onderzoeken, begrijpen en schrijven over voedsel, kortom het onderzoeken van alles wat met voedsel te maken heeft. De moderne definitie van gastronomie is daarom: de wetenschap van smaak en proeven. In deze context verwijst 'smaak' naar de eigenschappen van producten en de algemene smaak, terwijl het 'proeven' betrekking heeft op de waarneming en beoordeling door de mens.

## Tussen schone kunst en moleculaire wetenschap
De gastronomie of smaakkunde bestudeert het verschijnsel smaak in al zijn facetten. Daarmee is de gastronomie in feite een zeer breed vakgebied. Als discipline is ze bijvoorbeeld verwant aan de schone kunsten, de sociale wetenschappen en zelfs aan de natuurwetenschap als het gaat om  de spijsvertering (dit is echter meer het terrein van de gastro-enterologie), het bestuderen van kookprocessen en de moleculaire samenstelling van voedselproducten (inclusief dranken). Het toepassen van wetenschappelijke kennis op koken en gastronomie wordt moleculaire gastronomie genoemd.

## Oorsprong
Physiologie du goût, ou Meditations de gastronomie transcendante van Jean Anthelme Brillat-Savarin (verschenen in 1825, in het Nederlands vertaald als Het wezen van de smaak), was de eerste gastronomische studie, waarin de relatie tussen voedsel en de zintuigen centraal stond. In 2004 richtten de grondleggers van Slow Food-beweging in het Italiaanse Bra een Universiteit van Gastronomische Wetenschappen op,  waar de wetenschappelijke studie van gastronomie verder kan worden onderzocht en en onderwezen.